# Grupa Kocierza
Grupa Kocierza – środkowa część Beskidu Małego, od zachodu ograniczona przełomem Soły, od południa doliną Kocierzanki, od wschodu Przełęczą Zakocierską i doliną Bolęcinianki. Północne stoki Grupy Kocierza opadają na Pogórze Śląskie. Grupa Kocierza składa się z kilku grzbietów:
- południowo-zachodni grzbiet Cisowych Grap (Wielka Cisowa Grapa, 853 m) opadający poprzez Jaworzynę do Jeziora Żywieckiego,
- północno-zachodni grzbiet Wielkiej Cisowej Grapy poprzez Kiczorę i Żar opadający do Jeziora Międzybrodzkiego,
- wschodni grzbiet Wielkiej Cisowej Grapy poprzez Kocierz i Kiczorę i Potrójną łączący się z Pasmem Łamanej Skały. Jest to główny grzbiet Beskidu Małego. Granica między Grupą Kocierza i Pasmem Łamanej Skały jest umowna. Przy założeniu, że jest to Przełęcz Zakocierska Potrójna wraz z Jawornicą należą do Grupy Kocierza, jeśli granicę poprowadzi się przez Przełęcz Kocierską i doliną Targaniczanki, wówczas należeć one będą do Pasma Łamanej Skały (wraz z odcinkiem grzbietu głównego na wschód od Przełęczy Kocierskiej),
- Pasmo Bukowskie – boczny grzbiet w okolicach Przełęczy Kocierskiej odgałęziający się w północno-zachodnim kierunku od grzbietu głównego i biegnący do Jeziora Czanieckiego.

Najwyższym szczytem jest Kocierz (884 m).